# Улица Михайлова (Москва)
Улица Миха́йлова — улица в Москве в Рязанском районе Юго-Восточного административного округа. Проходит от улицы Коновалова до Яснополянской улицы.

## История
Улица возникла в 1960 году в посёлке Чухлинка, включив в себя ранее существовавшие 1-й (полностью) и 2-й (частично) Полевые просеки. В состав улицы включён также 3-й Институтский проезд, проходивший от Спортивной улицы (ныне Луховицкая улица) до нынешней Яснополянской улицы. В современном виде улица сформировалась только при застройке многоквартирными домами в 1960-е годы, большая часть улицы до этого не существовала. Современное название получила 20 мая 1964 года в честь Героя Советского Союза лётчика Е. В. Михайлова, который до Великой Отечественной войны жил на этой улице и сбил 5 самолетов противника. В последнем бою он направил свой горящий самолёт на вражеский эшелон с горючим.

## Описание
Улица проходит на юго-восток, начинаясь от улицы Коновалова. От неё начинается улица Маёвок, она пересекает Луховицкую улицу, 2-ю и 3-ю Институтские улицы. Улица Михайлова заканчивается, переходя после поворота на северо-восток в Яснополянскую улицу.

## Примечательные здания и сооружения

###### По нечётной стороне
- Многоквартирный жилой дом на улице Михайлова построенный по индивидуальному проектуДом 29, корпус 1 — бывший кинотеатр «Восход».
- Дом 33 — городская поликлиника № 55.

###### По чётной стороне
- Дом 20, корпус 2 — Государственное бюджетное учреждение дополнительного образования города Москвы «Детская музыкальная школа имени Г. Г. Нейгауза».

## Транспорт
На всём протяжении улицы Михайлова по ней следуют автобусные маршруты 51, 371 и 725. В 600 м от начала улицы находится станция метро  Стахановская, в 400 м от окончания —  Окская, в 600 м —  Рязанский проспект.